# 판토마 전광석화
판토마 전광석화(Fantomas Se Dechaine)는 프랑스, 이탈리아에서 제작된 안드레 헌벨 감독의 1965년 모험, 코미디, 범죄, 판타지 영화이다. 장 마라이 등이 주연으로 출연하였다.
판토마스 영화 삼부작 중 2번째 작품에 해당하며 유럽과 소련에서 매우 큰 성공을 거두었으며 미국과 일본에서도 성공하였다.

## 출연

### 주연
- 장 마라이
- 루이스 드 푸네스

### 조연
- 밀레느 드몽죠
- 자크 디남
- 로베르 달방
- 헨리 아탈
- 도미니크 자르디
- 자크 마린
- 맥스 몬타본
- 진 미쳐드
- 미노 도로
- 아르투로 도미니치
- 앙트완 마린
- 밥 러릭
- 필립 카스텔리
- 로저 루몬트
- 레이몽 펠르그랭

## 제작진
- 각색: 피에르 푸코
- 원작자: 피에르 수베스트레
- 원작자: 마르셀 알레인
- 프로듀서: 알렝 프와레
- 세트: 맥스 더이